# Ricardo Goss
Stuart Ricardo Goss (Durban, 2 aprile 1994) è un calciatore sudafricano, portiere del Siwelele, in prestito dal M. Sundowns e della nazionale sudafricana.

## Carriera

### Club

#### Golden Arrows
Ha fatto il suo debutto con i Golden Arrows il 1º maggio 2013 nella sconfitta per 4-1 contro i Moroka Swallows.

#### Mamelodi Sundowns
Nel settembre del 2020 firma con il M. Sundowns un contratto cinquiennale.